# Gutshaus Schöllnitz
Das Gutshaus Schöllnitz ist ein Herrenhaus im Ortsteil Schöllnitz der Gemeinde Luckaitztal im Landkreis Oberspreewald-Lausitz in Brandenburg. Das frühere Hauptgebäude des Rittergutes Schöllnitz ist ein eingetragenes Baudenkmal in der Denkmalliste des Landes Brandenburg.

## Architektur und Geschichte
Das Schöllnitzer Gutshaus wurde im Jahr 1708 für die Familie von Stutterheim errichtet, die den Hof als Nebengut ihres zehn Kilometer nordöstlich liegenden Gutes Ogrosen betrieb. Das Herrenhaus wurde im Laufe der Zeit öfter umgebaut, zunächst Mitte des 18. Jahrhunderts und in den 1820er-Jahren. Das Gut Schöllnitz wurde ab 1763 von der als Gutsverwalter eingesetzten Familie Paschke unterhalten. Von 1874 bis 1900 wurden die Räumlichkeiten von einer Ackerbauschule genutzt. Zwischen 1895 und 1905 erfolgte der Anbau einer nach Südwesten ausgerichteten Vorlaube vor dem Haupteingang. In den 1920er-Jahren sowie zwischen 1945 und 1955 wurde das Gutshaus Schöllnitz erneut umgebaut.
In der DDR-Zeit befanden sich der örtliche Kindergarten und die Schöllnitzer Gemeindeverwaltung im ehemaligen Gutshaus, später befand sich dort auch eine Gaststätte. Die Kindertagesstätte wurde 1995 wegen zu weniger Kinder geschlossen. Im Jahr 2010 wurde das Gutshaus in Schöllnitz vorübergehend von der Kindertagesstätte aus Muckwar genutzt, während deren Gebäude in der alten Dorfschule saniert wurde. Im Jahr 2022 wurde das Gutshaus unter Denkmalschutz gestellt.
Das Gutshaus Schöllnitz ist ein zweigeschossiger Putzbau zu dreizehn Achsen mit einem kurzen Seitenflügel im Süden. Es hat dreizehn Achsen und ist mit einem Walmdach abgeschlossen. In der Mitte des Gutshauses befindet sich die über vier Achsen verlaufende Vorlaube mit einer Brüstung aus Ziegelmauerwerk und darauf aufgesetzten Holzstützen. Die Zwickel sind mit Holzornamenten verziert, über der Vorlaube befindet sich ein flaches Satteldach. Die Holzlaube wurde im Jahr 2010 unter Verwendung der originalen Bauteile rekonstruiert.